# Aricidea cerrutii
Aricidea cerrutii är en ringmaskart som beskrevs av Laubier 1966. Aricidea cerrutii ingår i släktet Aricidea och familjen Paraonidae. Arten är reproducerande i Sverige. Utöver nominatformen finns också underarten A. c. pacifica.